# Stazione di Gazzo di Bigarello
La stazione di Gazzo di Bigarello è una stazione ferroviaria della linea Mantova-Monselice, situata nel comune di San Giorgio Bigarello in Lombardia.
La gestione degli impianti è affidata a Rete Ferroviaria Italiana (RFI) controllata del gruppo Ferrovie dello Stato.

## Storia
Il 5 agosto 2012 è stato soppresso il terzo binario.

## Strutture e impianti
Il fabbricato viaggiatori si compone su due piani. Il primo piano è una abitazione privata mentre il piano terra è adibito ai locali del capostazione. Non è quindi presente alcun servizio per i viaggiatori.
Lo scalo merci non è più utilizzato; ne rimangono dei resti.
La stazione dispone di due binari: il binario 2 è di corsa, mentre il primo è usato per le precedenze e gli incroci.
Tutti i binari sono serviti da banchina e sono collegati da una passerella in cemento; non è presente il sottopassaggio.

## Movimento
Il servizio viaggiatori è effettuato da Trenitalia. Le principali destinazioni dei treni che fermano a Gazzo sono Monselice e Mantova.
Il servizio merci è da tempo assente.

## Interscambio
È presente un piccolo parcheggio nel piazzale antistante il fabbricato viaggiatori.

## Curiosità
La stazione ferroviaria è distante sole poche centinaia di metri dalla Foresta della Carpaneta, realizzata nell'ambito del progetto regionale lombardo Dieci grandi foreste di pianura e di fondovalle.